# ترمين (كورنوال)
ترمين (بالإنجليزية: Tremaine, Cornwall)‏ هي قرية و أبرشية مدنية تقع في المملكة المتحدة في إنجلترا. يقدر عدد سكانها بـ 53 نسمة .